# Pernes-lès-Boulogne
 Pernes-lès-Boulogne  ist eine französische Gemeinde mit 419 Einwohnern (Stand 1. Januar 2022) im Département Pas-de-Calais in der Region Hauts-de-France. Sie gehört zum Arrondissement Boulogne-sur-Mer und zum Kanton Boulogne-sur-Mer-1.

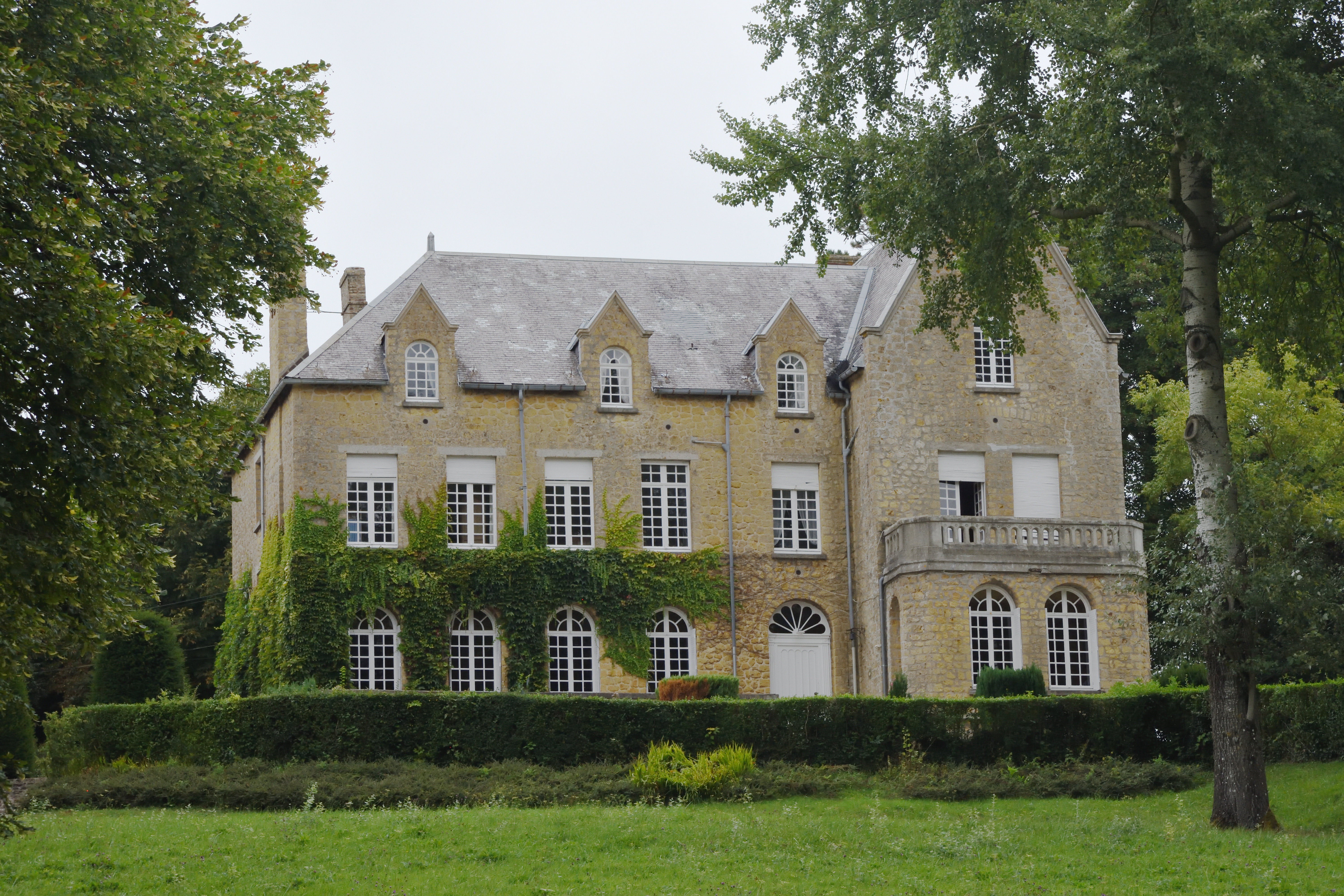
Herrenhaus am Ortsrand

Die Gemeinde gehört zum Regionalen Naturpark Caps et Marais d’Opale. Nachbargemeinden von Pernes-lès-Boulogne sind Offrethun im Norden, Wierre-Effroy im Nordosten, Conteville-lès-Boulogne im Osten, La Capelle-lès-Boulogne im Süden, Saint-Martin-Boulogne im Südwesten und Pittefaux Westen und Maninghen-Henne im Nordwesten.

## Bevölkerungsentwicklung
| Jahr      | 1962 | 1968 | 1975 | 1982 | 1990 | 1999 | 2007 |
| Einwohner | 353  | 345  | 331  | 412  | 466  | 424  | 467  |